# Isjaslaw III. (Russland)

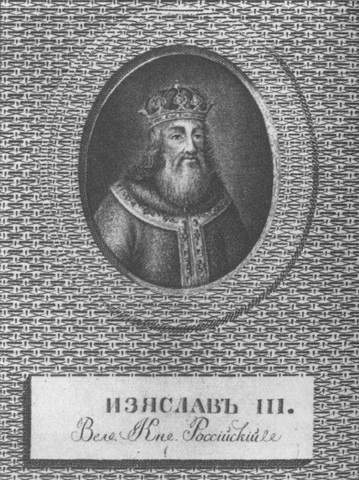
Isjaslaw III. Dawidowitsch von Kiew

Isjaslaw III. Dawidowitsch von Kiew (ukrainisch Ізяслав Давидович, russisch Изяслав III Давидович; † 1162) war Fürst von Tschernigow (1152–1154, 1155–1157) und Großfürst des Kiewer Rus (1154–1155, 1157–1158, 1162).
siehe: Geschichte Russlands, Geschichte der Ukraine, Geschichte Weißrusslands, Zar